# 罗罗各
罗罗各（若格‧嘉俾纳，Bishop Roque José Carpena Díaz, O.P.，1760年8月18日—1845年12月30日），西班牙多明我会会士、天主教福建宗座代牧区第10任主教（1812-1841），在中国传教54年之久。
1760年8月18日，罗罗各出生于西班牙卡塔赫納或穆尔西亚省的邺培斯。1791年经马尼拉来华，担任多明我会中国区会长。1801年3月31日（40岁），晋升福建宗座代牧区助理宗座代牧，领Theveste主教衔。1803年1月23日举行祝圣仪式。1812年10月15日（52岁）晋升为福建宗座代牧（1812-1841）。
罗罗各主教经历了1836-1839年的教难。1845年12月30日，罗罗各主教在顶头村去世，享年85岁。